# 史明
史 明（しめい、シーミン、1918年11月9日 - 2019年9月20日）は、台湾の歴史家、台湾独立運動家。
中国国民党の弾圧を避けて日本に亡命し、『台湾人四百年史』を著した。台湾民主化後、帰国。台湾独立運動の指導者の一人で、「独立台湾会」の設立者。左目を失明している。本名は施朝暉（し・ちょうき、シー・ディアウフイ）。

## 初期
1918年11月9日、日本統治時代の台北州士林にて出生。父の林済川は台湾の豊原出身で、若い頃に日本に留学して台湾文化協会の活動に関わり、また『台湾青年』の編集に携わる経験を持っていた。母は士林の富豪の施家の出身で、5人兄弟のうち史明だけが母の姓に従っている。
1937年に日本へ渡り、早稲田大学で政治学を学ぶ。日本統治時代、政治学は選択者の少ない科目であった。彼はここで社会主義や無政府主義の作家の作品をほぼ読み尽くし、なかでもマルクス主義の教義に惹かれた。大学卒業後、社会主義と反帝国主義の理想に執着した彼は1942年に大陸に渡り、中国共産党の抗日運動を支援する。1947年には300人程度の「台湾隊」を結成。彼の台湾独立という考えは、この大陸での経験の中で初めて芽生えた。
史明は中国に対して失望を覚える。「私はすぐに中国共産党の独裁を見た」、「共産党の土地改革を私は華北で見たが、土地を取り上げるばかりでなく、地主を残酷に殺した」と述べている。また、中国で日本との戦争に加わったとき、中国人の漢民族中心主義を間近に見た。台湾の兵士は共産党によって前線に送られ、無惨にも犠牲になったばかりでなく、それと同時に共産党は積極的に台湾人の分裂政策をとり、「客家人にはホーロー人を打たせ、ホーロー人には客家人と戦わせた」という。このために史明は「台湾人は中国人と一緒にはやっていけない」と考えた。
1949年末の共産党勝利直前、各地を転々としたあと、最終的に大陸を逃れて十年ぶりに台湾に戻る。1952年には台北郊外の山上で「台湾独立革命武装隊」を組織し、蔣介石の暗殺を謀るが、計画が事前に漏れ、この年日本に密かに渡ることを余儀なくされた。

## 日本への亡命
日本への亡命後、生活のため史明は東京の池袋に、餃子、焼売、うどんなどを売る料理店『新珍味』を開いた。日本では「台湾青年社」の王育徳と接触し、その才能を認めるが、両者の方向性は一致せず、史明は台湾青年社に短期間とどまったのち離れている。1967年4月に彼が率いる「台湾独立連合会」が東京に成立、「台湾民主独立会」、「台湾自由独立党」、「台湾共和党」、「台湾独立戦線」および「台湾公会」がこれに参加した。しかしながら直後の同年6月、「台湾青年独立連盟」と「台湾独立総連盟」との協調を獲得できなかったため、組織の解散が宣告された。
この組織が解散したあと、直ちに比較的左派に傾いた新たな「独立台湾会」を組織。メンバーは70人程度であった。この組織は「主戦場は島内にあり」を規範とし、積極的に台湾島内の地下工作と大衆運動に携わった。この会の関与した台湾独立の訴訟事件は少なくとも1967年の顔尹謨によるもの、1974年の鄭評によるもの、1983年の盧修一によるもの、および1991年の陳正然によるものがある。この組織は同時に『独立台湾』という刊行物を出版し、その冒頭でははっきりと「台湾人民解放革命陣線機関誌」と記した。

## 『台湾人四百年史』
上記の政治運動の他に、台湾史の資料収集と執筆に相当の精力を費やした。10年をかけて『台湾人四百年史』（音羽書房、1962年）を日本語で執筆。これは台湾人の立場に立って書かれた最初の台湾通史と言うことができる。台湾独立陣営によるこの台湾史の大著は、その後1980年にアメリカ合衆国で中国語版が出され、1986年には英語版の抜粋が出版された。史明の基本的な史観は、苦しい大衆の立場を重視し、台湾社会のそれぞれの段階の形成と発展を観察するものである。彼は中国の共産主義を排斥していたが、マルクス主義への信仰は捨てられなかったといえる。
この著作のために日本の国立国会図書館と日比谷図書文化館に通って台湾に関する資料を渉猟した。日本語版の前書きで彼は「我々台湾人は、自らが拠って生きるところの社会発展史についての認識がすこぶる疎かであり、ほとんど全く知らないと言ってよい。…台湾の歴史の発展に対する認識がこのように欠如しているために、我々台湾人の中の一部（特に知識人）の台湾人意識は、必然的に濃厚な脆弱性を帯びている」と述べている。そして、このような欠点が台湾を「四百年にわたって外来の植民統治から抜け出せなくしてきた」としている。
史明は二・二八事件を台湾人の独立意識の現れと考え、台湾史を長期の植民統治と同一であると見なしたため、この著書は台湾独立の追求と不可分の関係を持っていた。この本は、1980年代末に非合法的に台湾に持ち込まれて以降、二・二八事件以降に生まれた若い世代の「台湾人意識」の覚醒にかなりの貢献をした。
史明は中華民族主義ではなく台湾民族主義の必然性を訴えた。

## 帰郷

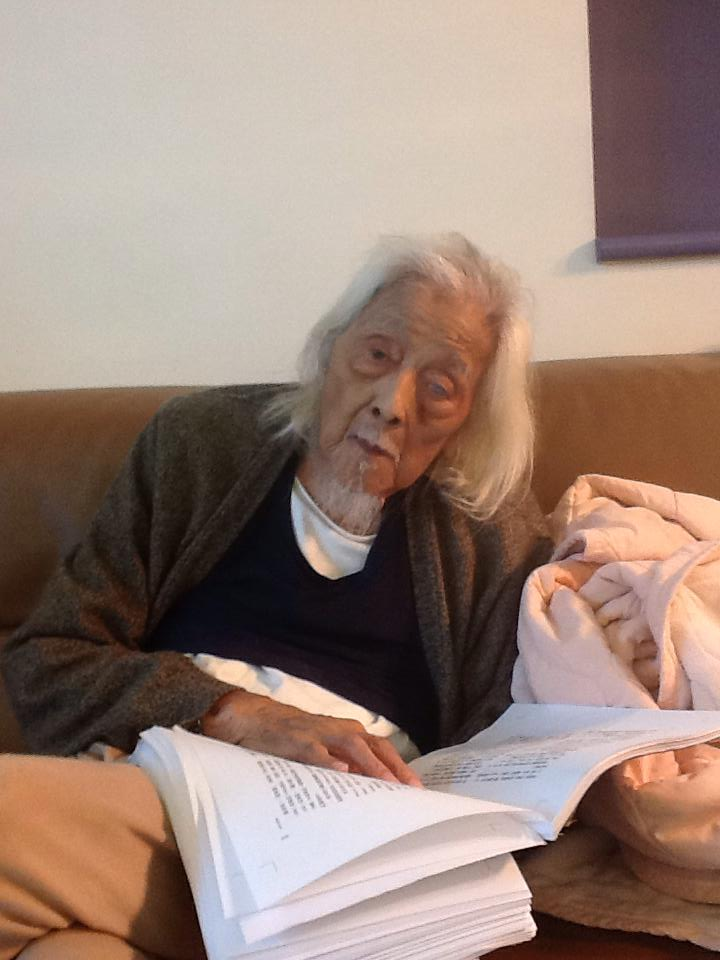
晩年の史明

台湾民主化後、「ブラックリストの最後の一人」と呼ばれた史明も1993年になって帰郷し、「台北愛郷会」、「高雄愛郷会」などの下部組織を作る一方、「独立台湾会」の理念と政治闘争路線を推進している。
2016年から蔡英文政権で総統府資政（総統上級顧問）を務める。著書に『100歳の台湾人革命家・史明 自伝 : 理想はいつだって煌めいて、敗北はどこか懐かしい』（講談社、2018年12月）がある。
2019年9月20日に台北医学大学付属病院で亡くなった。
2021年9月、台湾の新北市新荘区に史明文物館が開館した。